# Kalomira
Kalomira (grec moderne : Καλομοίρα), née Marie Carol Sarantis le 31 janvier 1985 à New Hempstead (Comté de Nassau, État de New York, États-Unis), également appelée Kalomoira ou K-Moira, est une chanteuse gréco-américaine, célèbre en Grèce et à Chypre.
Elle a représenté la Grèce avec la chanson Secret Combination lors de l'Eurovision 2008 où elle se classa 3e avec 218 points.